# Kaltham Jaber
Kaltham Jaber Al-Kuwari (Doha, 1958) è una scrittrice e poetessa qatariota.

## Biografia
Considerata pioniera tra le donne scrittrici del Qatar fu la prima donna del suo paese a creare una antologia di racconti, nel 1978, intitolata 'Ania wa Ghabat as-Samt wa at-Taraddud ": l'obiettivo principale di queste storie è il desiderio delle donne del Qatar di avere un ruolo nella ristrutturazione delle norme sociali e delle concezioni culturali.
Kaltham Jaber (nome completo Kaltham Jaber Al-Kuwari), di padre anch'esso poeta, ha conseguito il master in scienze del lavoro sociale nel 1992 presso la Helwan University e un dottorato presso l'università del Cairo, nel 1997. Nel  1998, Jaber è stata membro del primo consiglio di amministrazione del Consiglio nazionale per la cultura, le arti e il patrimonio e oggi insegna presso il Dipartimento di Scienze Sociali dell'Università del Qatar.
Ha scritto il racconto Il volto di una donna araba nel 1993, guadagnandosi il premio Creatività da Al Jasra Cultural and Social Club nel 2001. Nel 1999, è stata coautrice di una raccolta di racconti, rivolti principalmente ai bambini, con l'autore saudita Khalil Al-Fazie., e un libro dal titolo The Life Cycle in the Qatari Society Tradition  con  numerose illustrazioni e vari aspetti sulla cultura del Qatar. 
Nel 2016, ha scritto due articoli sul quotidiano del Qatar Al Raya , sostenendo i diritti delle donne e sostenendo che la discrepanza nei diritti tra i due sessi nel mondo arabo non deriva dall'Islam o dal Corano, ma dal desiderio degli uomini di controllare le donne.  Inoltre, ha proposto un aumento della legislazione per proteggere i diritti delle donne